# Fontein Charles de Brouckère

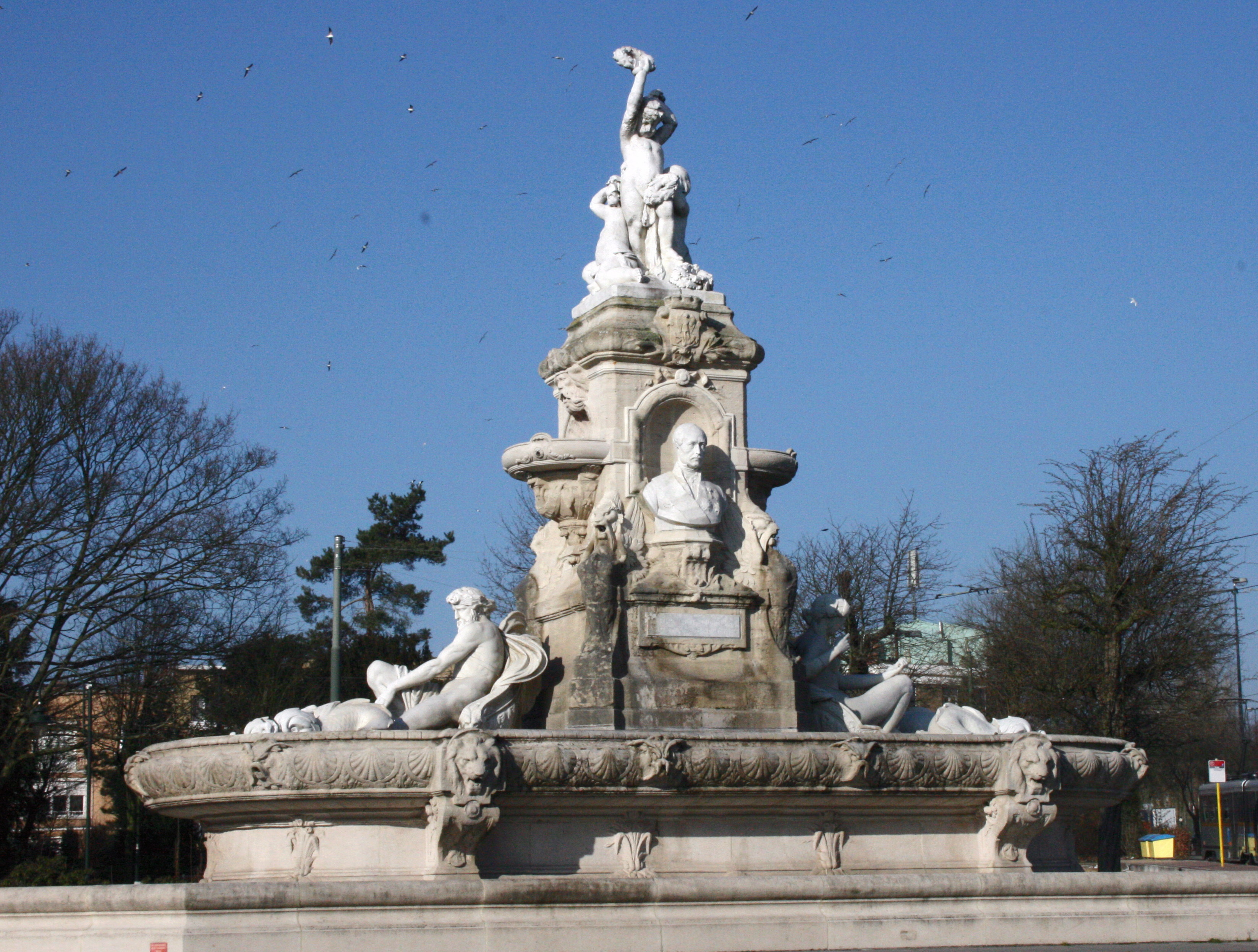
De fontein in Laken

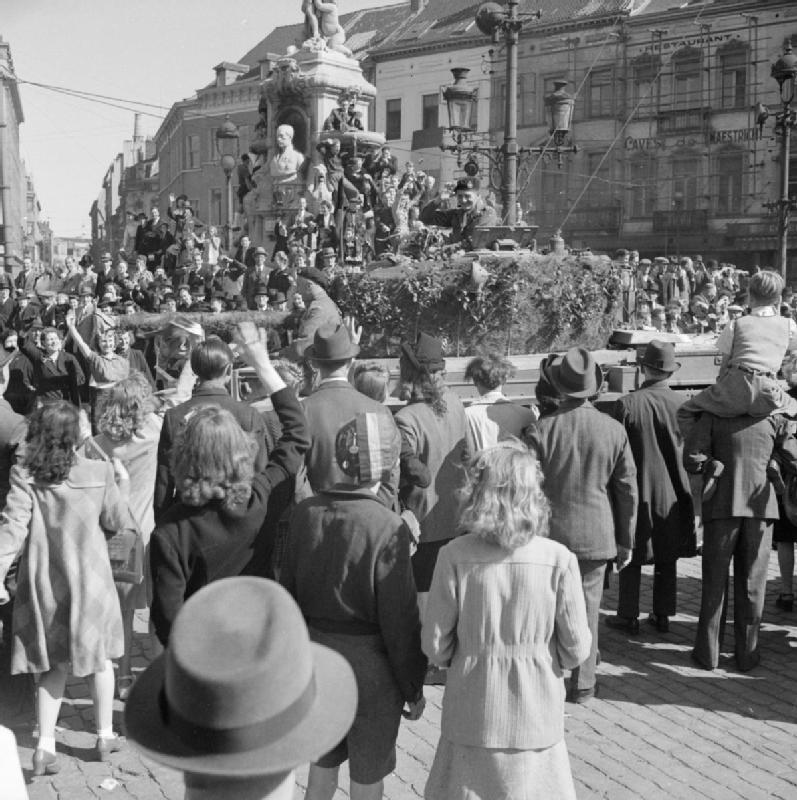
Originele locatie van de fontein, tijdens de bevrijdingsparade van 4 september 1944

De fontein Charles de Brouckère werd in 1866 opgericht aan de Naamsepoort in Brussel, ter ere van burgemeester Charles de Brouckère.
Ze is ontworpen door architect Henri Beyaert met medewerking van beeldhouwer Victor Van Hove. Het figuratieve beeldhouwwerk is van twee andere kunstenaars: Édouard Fiers maakte de buste van Charles de Brouckère en de Neptunus en Amphitrite die een dolfijnenspan mennen, terwijl de groep kinderen met kronen het werk is van Pierre Dunion.
In 1955 is de fontein weggenomen in het vooruitzicht van de aanleg van de kleine ring voor de wereldtentoonstelling van 1958. Pas in 1977 is een nieuwe plaats gevonden voor het gedemonteerde monument (op het Jan Palfynsquare in Laken, tegenover het Koning Boudewijnstadion).

## Voetnoten
1. ↑  Michel Hainaut en Philippe Bovy, À la découverte de l'histoire d'Ixelles: Porte de Namur, Elsene, 2000, 16 p.